# Joseph Novoa
Joseph Novoa, també conegut com a José R. Novoa o José Ramón Novoa, (Montevideo, l'Uruguai, 22 d'agost de 1959 -) és un director escriptor i productor cinematogràfic uruguaià i veneçolà, però radicat als Estats Units. Està casat amb la també directora i productora Elia Schneider i el seu fill és el premiat Director Joel Novoa.

## Biografia
Va començar la seva carrera en el Teatre Circular de l'Uruguai on va actuar en diverses obres de teatre i es va convertir en el director més jove d'aquest país, quan només tenia 19 anys. Va estudiar a l'Escola de Jacques Lecoq a París i amb l'Odin Teatret a Dinamarca i després va crear el seu grup Teatre Circ. Va ser becat pel govern danès per a treballar amb Eugenio Barba en direcció de Teatre a l'Odin Teatret (Holstebro, Dinamarca). Va viure a Europa on va produir i va dirigir diverses obres teatrals. Va viure a París diversos anys i després va arribar a Veneçuela on va compartir la co-direcció del Festival Internacional de Teatre de Caracas (Nacions Unides) amb Carlos Giménez a l'Ateneo de Caracas.
A Veneçuela, va ser director adjunt del Festival Internacional de Teatre (Teatre de les Nacions – UNESCO) en 1978 i 1982. Va obtenir el premi Critven (Premi de la Crítica – Millor Il·luminació), per l'obra Gaz. Va estudiar als Estats Units. Va diplomar de la Universitat de Nova York (Cinema) i del New School of Arts (Televisió). Va realitzar diversos curtmetratges, entre ells: El Gran Mundo i Pedro Navaja. Ha escrit 13 guions cinematogràfics. En 1984 estrena la seva òpera prima, Agonía, al Festival de Mont-real.
La seva pel·lícula Sicario (1994), va guanyar 27 premis internacionals i va ser nominada als Premis Goya i Selecció Oficial a l'Oscar per Veneçuela; va estar 35 setmanes en cartellera a Veneçuela, convertint-se en un dels èxits de taquilla més importants del cinema en aquest país.
El seu següent llargmetratge, Garimpeiros (Oro diablo) es va estrenar a Veneçuela i va guanyar 3 premis internacionals. També va ser a la Selecció Oficial a l'Oscar/99. L'any 2006 va estrenar El don a Veneçuela, convertint-se novament en un dels èxits més importants de taquilla de l'any.
Joseph Novoa és també productor de les pel·lícules Punto y raya (dirigida per la seva esposa), Huelepega, Des-Autorizados, Esclavo de Dios i Tamara que va ser estrenada en el 2015. En l'àmbit internacional va produir En la puta vida (Uruguai, 2001), Be Happy (Xile, 2004), Encarnación (Argentina, 2007), Polvo Nuestro Que Estas en los Cielos (Argentina, 2008), El Premio (Perú, 2009), Verdades Verdaderas La Vida de Estela (Argentina, 2011) i Cuchillos en el Cielo (Perú, 2013).
En televisió, les seves pel·lícules van aconseguir un altíssim ràting. Les seves produccions han participat en més d'un centenar de Festivals Internacionals de Cinemes, obtenint més de 80 premis principals.
És membre per invitació de l'Acadèmia Espanyola de Cinematografia (Premis GOYA. Va ser fundador i primer Vicepresident de la Federació Iberoamericana de Productors Cinematogràfics i Audiovisuals (FIPCA), President de la Federació de Productors de Cinema (CAVEPROL) i va ser membre de la taula del Centre Nacional Autònom de Cinematografia de Veneçuela (CNAC).
Es va mudar a Los Angeles, Califòrnia des d'on es troba actualment desenvolupant nous projectes en els quals planeja utilitzar anglès com a idioma principal.

## Filmografia

### Llargmetratges
- Tamara (2015 | Productor-Editor)
- Solo (2014 | Productor-Director)
- Esclavo de Dios (2013 | Productor)
- Un lugar lejano (2009 | Productor-Director)[2][3]
- Des-Autorizados (2007 | Productor)
- El Don (2006 | Productor-Director)
- Punto y Raya (2004 | Productor) Prenominat als Premis Oscar- Millor pel·lícula estrangera
- Oro Diablo (Garimpeiros, 2000 | Productor-Director-) Prenominat als Premis Oscar- Millor pel·lícula estrangera
- Huelepega: Ley de la calle (1999 | Productor-Editor) prenominat als Premis Oscar- Millor pel·lícula estrangera
- Sicario (1994 | Productor-Director-Editor) Prenominat als Premis Oscar- Millor pel·lícula estrangera
- Agonía (1985 | Escritor-Productor-Director-Editor)

### Curtmetratges
- Tierras Prestadas (1981 | Productor-Editor)
- Pedro Navaja (1980 | Escriptor-Productor-Director-Editor)
- El Gran Mundo (1979 | Escriptor-Productor-Director-Editor)

### Co-produccions Internacionals
- El Premio (2009) Dirigida per Chicho Durant, Perú.
- Encarnación (2007) Dirigida per Anahi Berneri, Argentina.
- Be Happy (2004) Dirigida per Gonzalo Justiniano, Xile.
- En la Puta Vida (2002) Dirigida per Beatriz Flores Silva, Uruguai.
- Cuchillos en el cielo Dirigida per Chicho Durant, Perú
- Estela Dirigida per Nicolas Gil Lavedra, Argentina
- Polvo nuestro que estás en el cielo Dirigida per Beatriz Flores Silva, Uruguai

## Premis
| Premi                                               | Festival                                                         | Pel·lícula   |
| --------------------------------------------------- | ---------------------------------------------------------------- | ------------ |
| Millor pel·lícula                                   | Biarritz Film Festival                                           | Sicario      |
| Millor pel·lícula                                   | Philadelphia Film Festival                                       | Sicario      |
| Millor pel·lícula                                   | Fort Lauderdale International Film Festival                      | Sicario      |
| Millor actriu                                       | Festival Internacional de Cinema de Tòquio                       | Sicario      |
| Millor pel·lícula                                   | Festival de Cinema Iberoamericà de Huelva                        | Sicario      |
| Premi del Jurat                                     | Trieste Film Festival                                            | Sicario      |
| Millor edició                                       | Festival de Cinema de Caracas                                    | Sicario      |
| Best Producer                                       | Festival de Cinema de Caracas                                    | Huelepega    |
| Millor fotografia                                   | Gava                                                             | Huelepega    |
| Millor pel·lícula drets humans                      | Buenos Aires International Festival of Independent Cinema        | Huelepega    |
| Millor pel·lícula                                   | Festival de Cinema de Vitòria                                    | Huelepega    |
| Millor actor                                        | Festival de Gramado                                              | Punto y Raya |
| Millor actor                                        | Festival Internacional del Nou Cinema Llatinoamericà de l'Havana | Punto y Raya |
| Premi del Jurat                                     | Festival de Gramado                                              | Punto y Raya |
| Selecció especial                                   | Busan International Film Festival                                | Huelepega    |
| Millor pel·lícula                                   | Los Angeles Film Festival                                        | Punto y Raya |
| Millor pel·lícula                                   | Festival Internacional de Cinema de San Francisco                | Punto y Raya |
| Millor pel·lícula                                   | Festival de Cinema Iberoamericà de Huelva                        | Punto y Raya |
| Presentació                                         | Globus d'Or                                                      | Punto y Raya |
| Millor pel·lícula                                   | Festival de Brasília                                             | Punto y Raya |
| Millor actor                                        | Festival de Mérida                                               | Punto y Raya |
| Premi del Jurat                                     | Festival de Cinema de Lima                                       | Sicario      |
| Premi a la crítica                                  | Festival de Gramado                                              | Punto y Raya |
| Millor pel·lícula                                   | Best Municipal Award                                             | Sicario      |
| Finalista                                           | Goya a la millor pel·lícula estrangera de parla hispana          | Sicario      |
| Millor guió                                         | Festival Internacional del Nou Cinema Llatinoamericà de l'Havana | Sicario      |
| Millor pel·lícula                                   | Santa Barbara International Film Festival                        | Sicario      |
| Millor Director                                     | Festival Internacional de Cinema de Tòquio                       | Sicario      |
| Millor Director                                     | Festival Internacional de Cinema de Viña del Mar                 | Sicario      |
| Millor pel·lícula                                   | Festival de Cinema de Caracas                                    |              |
| Millor Director                                     | Festival de Cinema de Caracas]                                   |              |
| Premi del Jurat                                     | Festival de Gramado                                              |              |
| Millor actor                                        | Festival Internacional del Nou Cinema Llatinoamericà de l'Havana | Punto y Raya |
| Millor actor                                        | Biarritz Film Festival                                           | Sicario      |
| Millor edició                                       | Festival de Gramado                                              | Sicario      |
| Millor fotografía                                   | Santa Cruz Film Festival                                         | Oro Diablo   |
| Millor pel·lícula                                   | New York International Latino Film Festival                      | Huelepega    |
| Millor pel·lícula                                   | Sant Feliu Guixols                                               | Huelepega    |
| Millor fotografia                                   | Festival de Cinema de Caracas                                    | Huelepega    |
| Millor actor                                        | Festival de Cinema de Caracas                                    | Punto y Raya |
| Millor pel·lícula de la dècada                      | MoMa                                                             | Punto y Raya |
| Millor actor                                        | Fort Lauderdale International Film Festival                      | Sicario      |
| Millor Director                                     | Bogota International Film Festival                               | Punto y Raya |
| Millor pel·lícula                                   | Montreal LAtino Film Festival                                    | Sicario      |
| Millor pel·lícula                                   | Festival Internacional de Cinema de São Paulo                    | Sicario      |
| Premi del Jurat                                     | Santa Barbara International Film Festival                        | Punto y Raya |
| Premi del Jurat                                     | Festival do Rio                                                  | Punto y Raya |
| Millor edició                                       | Mérida Film Festival                                             | Punto y Raya |
| Millor Director                                     | Mérida Film Festival                                             | Punto y Raya |
| Millor actor                                        | Festival de Cine Global Dominicano                               | Punto y Raya |
| Millor guió                                         | Santa Cruz Film Festival                                         | Sicario      |
| Tatu Tumpa Award Excelence of Iberoamerican Produer | Bolivia Film Festival                                            |              |
| Nominat a Premis Platí                              | Egeda - Fipca                                                    |              |

### Pel·lícules seleccionades per a competir pel Premi Oscar a la millor pel·lícula estrangera
- Sicario (1994)
- Huelepega (1999)
- Oro diablo (2000)
- Punto y raya (2004)